# Harry Carey
Harry Carey (New York, 16 gennaio 1878 – Los Angeles, 21 settembre 1947) è stato un attore, regista e sceneggiatore statunitense.

## Biografia
Era il figlio di Henry DeWitt Carey, avvocato e giudice della Corte Suprema di New York e di Ella J. Ludlum.
Fu interprete di oltre 200 film nel periodo muto e in quello sonoro. Debuttò nel 1909 in Bill Sharkey's Last Game. Girò circa 40 film con il grande regista David Wark Griffith tra il 1909 e il 1914 (tra cui il corto I moschettieri di Pig Alley del 1912). Fu in particolare una star del cinema western degli albori, soprattutto con il personaggio di Cheyenne Harry. Fu ripetutamente diretto da John Ford, che gli dedicherà il film In nome di Dio - Il texano (1948), rifacimento del film muto Uomini segnati (Marked Men) girato dallo stesso Ford nel 1919 con protagonista Carey. La dedica del film recita: «To the memory of Harry Carey, bright Star of the early western sky» (In ricordo di Harry Carey, luminosa Stella dell'alba del cinema western).
Venne talvolta accreditato come Harry Carey Sr., per distinguerlo dal figlio Harry Carey Jr., anch'egli attore.

## Riconoscimenti
Fu candidato all'Oscar come migliore attore non protagonista per Mr. Smith va a Washington (1939) di Frank Capra.

## Filmografia (parziale)

### Attore

#### 1909
- Bill Sharkey's Last Game, regia di David Wark Griffith – cortometraggio (1909)

#### 1912
- An Unseen Enemy, regia di David Wark Griffith – cortometraggio (1912)
- Two Daughters of Eve
- Friends
- So Near, Yet So Far
- A Feud in the Kentucky Hills
- In the Aisles of the Wild
- The One She Loved
- The Painted Lady
- The Musketeers of Pig Alley, regia di David Wark Griffith – cortometraggio (1912)
- Heredity
- Gold and Glitter
- The Informer
- Brutality
- My Hero
- The Burglar's Dilemma
- A Cry for Help

#### 1913
- Three Friends, regia di David W. Griffith – cortometraggio (1913)
- The Telephone Girl and the Lady
- Pirate Gold
- An Adventure in the Autumn Woods
- A Misappropriated Turkey
- Brothers
- Oil and Water
- A Chance Deception
- Love in an Apartment Hotel
- The Wrong Bottle,  regia di Anthony O'Sullivan – cortometraggio (1913)
- Broken Ways
- The Unwelcome Guest
- The Sheriff's Baby
- The Hero of Little Italy
- The Stolen Bride, regia di Anthony O'Sullivan – cortometraggio (1913)
- A Frightful Blunder
- The Left-Handed Man
- If We Only Knew
- The Tenderfoot's Money
- The Stolen Loaf
- Olaf-An Atom, regia di Anthony O'Sullivan – cortometraggio (1913)
- A Dangerous Foe
- The Ranchero's Revenge
- Red Hicks Defies the World
- The Well
- The Switch Tower
- In Diplomatic Circles
- A Gamble with Death, regia di Anthony O'Sullivan – cortometraggio (1913)
- The Sorrowful Shore
- The Enemy's Baby
- A Gambler's Honor
- The Mirror
- The Vengeance of Galora
- When Love Forgives
- Under the Shadow of the Law
- I Was Meant for You
- The Work Habit, regia di Anthony O'Sullivan – cortometraggio (1913)
- The Crook and the Girl
- Black and White
- The Strong Man's Burden
- A Modest Hero
- The Stolen Treaty, regia di Anthony O'Sullivan – cortometraggio (1913)
- The Law and His Son, regia di Anthony O'Sullivan – cortometraggio (1913)
- A Tender-Hearted Crook
- The Van Nostrand Tiara, regia di Anthony O'Sullivan – cortometraggio (1913)
- Madonna of the Storm
- The Stopped Clock
- The Detective's Stratagem
- All for Science, regia di Anthony O'Sullivan – cortometraggio (1913)
- For Her Government
- The Abandoned Well, regia di Oliver L. Sellers e Travers Vale – cortometraggio (1913)

- The Battle at Elderbush Gulch, regia di David Wark Griffith – cortometraggio (1913)

#### 1914
- Concentration, regia di Anthony O'Sullivan (1914)
- Waifs, regia di David W. Griffith (1914)
- His Fireman's Conscience, regia di Anthony O'Sullivan (1914)
- A Nest Unfeathered (1914)
- Her Father's Silent Partner, regia di Donald Crisp (1914)
- Giuditta di Betulla (Judith of Bethulia), regia di David Wark Griffith (1914)
- Her Hand (1914)
- Brute Force, regia di D.W. Griffith (1914)
- The Master Cracksman, regia di Harry Carey (1914)
- McVeagh of the South Seas, regia di Cyril Bruce e H.D. Carey (1914)

#### 1915
- Just Jim, regia di O.A.C. Lund (1915)
- The Heart of a Bandit (1915)
- His Desperate Deed (1915)
- The Love Transcendent (1915)
- The Sheriff's Dilemma (1915)
- The Miser's Legacy (1915)
- The Gambler's I.O.U. (1915)
- A Double Winning (1915)
- A Day's Adventure (1915)
- The Canceled Mortgage (1915)
- Truth Stranger Than Fiction (1915)
- Her Dormant Love (1915)
- The Way Out, regia di Tony O'Sullivan (Anthony O'Sullivan) (1915)
- Her Convert, regia di Tony O'Sullivan (1915)
- Old Offenders, regia di Anthony O'Sullivan (1915)
- As It Happened , regia di Tony O'Sullivan (1915)
- Judge Not; or The Woman of Mona Diggings, regia di Robert Z. Leonard (1915)
- Graft, regia di George Lessey e Richard Stanton - serial (1915)

#### 1916
- The Power of the People (1916)
- Grinding Life Down (1916)
- The Railroad Monopoly (1916)
- America Saved from War (1916)
- Old King Coal (1916)
- Secret Love, regia di Robert Z. Leonard  (1916)
- The Insurance Swindlers (1916)
- A Knight of the Range, regia di Jacques Jaccard (1916)
- The Harbor Transportation Trust (1916)
- The Passing of Hell's Crown, regia di Jacques Jaccard (1916)
- The Wedding Guest, regia di Jacques Jaccard (1916)
- The Three Godfathers, regia di Edward J. Le Saint (1916)
- The Jackals of a Great City, regia di Edward J. Le Saint (1916)
- The Committee on Credentials, regia di George Marshall (1916)
- For the Love of a Girl, regia di Harry Carey (1916)
- Love's Lariat
- A Woman's Eyes
- The Devil's Own
- Behind the Lines, regia di Henry MacRae (1916)
- The Conspiracy, regia di Henry MacRae (1916)
- Guilty, regia di Henry MacRae (1916)

#### 1917
- Blood Money, regia di Fred Kelsey (1917)
- The Bad Man of Cheyenne
- The Outlaw and the Lady, regia di Fred Kelsey (1917)
- The Drifter, regia di Fred Kelsey (1917)
- Goin' Straight
- The Fighting Gringo, regia di Fred Kelsey (1917)
- Hair-Trigger Burke
- The Honor of an Outlaw
- A 44-Calibre Mystery
- The Almost Good Man
- The Mysterious Outlaw
- The Golden Bullet
- The Wrong Man, regia di Fred Kelsey (1917)
- Six-Shooter Justice
- Il pastore di anime (The Soul Herder), regia di John Ford (1917)
- Il compagno di Cheyenne (Cheyenne's Pal), regia di John Ford (1917)
- Centro! (Straight Shooting), regia di John Ford (1917)
- The Texas Sphinx
- L'uomo segreto (The Secret Man), regia di John Ford (1917)
- Un uomo segnato (A Marked Man), regia di John Ford (1917)
- All'assalto del viale (Bucking Broadway), regia di John Ford (1917)

#### 1918
- I cavalieri fantasma (The Phantom Riders), regia di John Ford (1918)
- Donne selvagge (Wild Women), regia di John Ford (1918)
- L'oro dei ladri (Thieves' Gold), regia di John Ford (1918))
- La goccia scarlatta (The Scarlet Drop), regia di John Ford (1918)
- Indemoniato (Hell Bent), regia di John Ford (1918)
- Inganno di donna (A Woman's Fool), regia di John Ford (1918)
- Tre uomini a cavallo (Three Mounted Men), regia di John Ford (1918)

#### 1919
- Preso al laccio (Roped), regia di John Ford (1919)
- Lotta per amore (A Fight for Love), regia di John Ford (1919)
- A pugni nudi (Bare Fists), regia di John Ford (1919)
- I cavalieri della vendetta (Riders of Vengeance), regia di John Ford (1919)
- I proscritti di Poker Flat (The Outcasts of Poker Flat), regia di John Ford (1919)
- L'asso della stella o L'ultimo fuorilegge (The Last Outlaw), regia di John Ford (1919)
- Il cavaliere della legge (Rider of the Law), regia di John Ford (1919)
- Pistola contro gentiluomo (A Gun Fightin' Gentleman), regia di John Ford (1919)
- Uomini segnati (Marked Men), regia di John Ford (1919)

#### 1920
- Human Stuff, regia di Reeves Eason (1920)
- Blue Streak McCoy, regia di B. Reeves Eason (1920)
- West Is West, regia di Val Paul (1920)
- Jim il minatore ('If Only' Jim), regia di Jacques Jaccard (1920)

#### 1921
- Sbaragliare la concorrenza (The Freeze Out), regia di John Ford (1921)
- Un fracco di botte (The Wallop), regia di John Ford (1921)
- Piste disperate, T.l (Desperate Trails), regia di Jack Ford (John Ford) (1921)
- The Fox, regia di Robert Thornby (1921)

#### 1923
- Canyon of the Fools, regia di Val Paul (1923)
- Crashin' Thru, regia di Val Paul (1923)
- Desert Driven
- The Miracle Baby

#### 1924
- The Night Hawk
- The Lightning Rider, regia di Lloyd Ingraham (1924)
- Tiger Thompson, regia di B. Reeves Eason (1924)
- Roaring Rails, regia di Tom Forman (1924)
- The Flaming Forties, regia di Tom Forman (1924)
- The Man from Texas, regia di Tom Forman (1924)

#### 1925
- Soft Shoes , regia di Lloyd Ingraham (1925)
- Beyond the Border, regia di Scott R. Dunlap (1925)
- Silent Sanderson, regia di Scott R. Dunlap (1925)
- The Texas Trail, regia di Scott R. Dunlap (1925)
- The Bad Lands, regia di Dell Henderson (1925)
- The Prairie Pirate, regia di Edmund Mortimer (1925)
- The Man from Red Gulch, regia di Edmund Mortimer (1925)

#### 1926
- Driftin' Thru, regia di Scott R. Dunlap (1926)
- The Seventh Bandit, regia di Scott R. Dunlap (1926)
- The Frontier Trail, regia di Scott R. Dunlap (1926)
- Satan Town, regia di Edmund Mortimer (1926)

#### 1927
- A Little Journey, regia di Robert Z. Leonard (1927)
- Johnny Get Your Hair Cut, regia di B. Reeves Eason, Archie Mayo (1927)
- Slide, Kelly, Slide, regia di Edward Sedgwick (1927)

#### 1928
- La sete dell'oro (The Trail of '98), regia di Clarence Brown (1928)
- Burning Bridges, regia di James P. Hogan (1928)
- The Border Patrol, regia di James P. Hogan (1928)

#### 1931
- Trader Horn, regia di W. S. Van Dyke (1931)
- The Vanishing Legion
- Bad Company, regia di Tay Garnett (1931)
- I moschettieri del West

#### 1932
- Without Honors
- Law and Order, regia di Edward L. Cahn (1932)
- Border Devils
- L'agonia di una stirpe
- The Night Rider
- The Devil Horse, regia di Otto Brower (1932)

#### 1933
- The Thundering Herd, regia di Henry Hathaway (1933)
- Sunset Pass, regia di Henry Hathaway (1933)
- Man of the Forest, regia di Henry Hathaway (1933)

#### 1935
- Wagon Trail, regia di Harry L. Fraser (1935)
- Rustler's Paradise, regia di Harry L. Fraser (1935)
- La grande arena (Powdersmoke Range), regia di Wallace Fox (1935)
- La costa dei barbari (Barbary Coast), regia di Howard Hawks (1935)
- Wild Mustang, regia di Harry L. Fraser (1935)
- The Last of the Clintons, regia di Harry L. Fraser (1935)

#### 1936
- Il prigioniero dell'isola degli squali, regia di John Ford (1936)
- Ghost Town, regia di Harry L. Fraser (1936)
- L'ebbrezza dell'oro (Sutter's Gold), regia di James Cruze (1936)
- Little Miss Nobody, regia di John G. Blystone (1936)
- The Last Outlaw, regia di Christy Cabanne (1936)
- Aces Wild, regia di Harry L. Fraser (1936)
- Valiant Is the Word for Carrie, regia di Wesley Ruggles (1936)
- The Accusing Finger, regia di James Hogan (1936)

#### 1937
- Racing Lady, regia di Wallace Fox (1937)
- L'uomo di bronzo, regia di Michael Curtiz (1937)
- Border Cafe, regia di Lew Landers (1937)
- Born Reckless, regia di Malcolm St. Clair e Gustav Machatý (1937)
- Anime sul mare (Soul at Sea), regia di Henry Hathaway (1937)
- Annapolis Salute, regia di Christy Cabanne (1937)
- Danger Patrol, regia di Lew Landers (1937)

#### 1938
- Port of Missing Girls, regia di Karl Brown (1938)
- You and Me, regia di Fritz Lang (1938)
- Sky Giant , regia di Lew Landers (1938)
- Gateway, regia di Alfred L. Werker (1938)
- King of Alcatraz, regia di Robert Florey (1938)
- The Law West of Tombstone, regia di Glenn Tryon (1938)

#### 1939
- Burn 'Em Up O'Connor, regia di Edward Sedgwick (1939)
- Code of the Streets, regia di Harold Young (1939)
- Street of Missing Men, regia di Sidney Salkow (1939)
- Inside Information, regia di Charles Lamont (1939)
- Mr. Smith va a Washington (Mr. Smith Goes to Washington), regia di Frank Capra (1939)
- My Son Is Guilty, regia di Charles Barton (1939)

#### 1940
- Outside the Three-Mile Limit, regia di Lewis D. Collins (1940)
- Al di là del domani  (Beyond Tomorrow), regia di A. Edward Sutherland (1940)
- Non desiderare la donna d'altri (They Knew What They Wanted), regia di Garson Kanin (1940)

#### 1941
- Il grande tormento (The Shepherd of the Hills), regia di Henry Hathaway (1941)
- Parachute Battalion
- Inferno nel deserto (Sundown), regia di Henry Hathaway (1941)
- Among the Living, regia di Stuart Heisler (1941)

#### 1943
- Arcipelago in fiamme, regia di Howard Hawks (1943)
- Happy Land, regia di Irving Pichel (1943)

#### 1946
- Duello al sole, regia di King Vidor  (1946)

#### 1947
- Il mare d'erba, regia di Elia Kazan (1947)
- L'ultima conquista, regia di James Edward Grant (1947)

#### 1948
- Il fiume rosso, regia di Howard Hawks (1948)

### Regista
- The Master Cracksman (1914)
- For the Love of a Girl (1916)

### Sceneggiatore
- Blood Money, regia di Fred Kelsey (1917)
- Donne selvagge (Wild Women), regia di John Ford (1918)
- Indemoniato (Hell Bent), regia di John Ford (1918)
- Human Stuff, regia di Reeves Eason (1920)
- The Fox, regia di Robert Thornby (1921)

### Produttore
- Donne selvagge (Wild Women), regia di Jack Ford (1918)
- All'assalto del viale (Bucking Broadway), regia di Jack Ford (1917)

## Doppiatori italiani
- Aldo Silvani in Mr. Smith va a Washington, Inferno nel deserto
- Luigi Pavese in Mare d'erba
- Mario Corte in Duello al sole
- Gaetano Verna ne Il prigioniero dell'isola degli squali (ridoppiaggio 1949)
- Amilcare Pettinelli ne Il fiume rosso
- Bruno Persa in Arcipelago in fiamme (ridoppiaggio 1949)
- Luca Ernesto Mellina ne L'uomo di bronzo (ridoppiaggio 1986)